# 鳳鳴駅 (忠清南道)
鳳鳴駅（ポンミョンえき）は、大韓民国忠清南道天安市東南区にある韓国鉄道公社長項電鉄線の駅である。駅番号は(P170)。「順天郷大病院」の副駅名がある。

## 駅構造
- 相対式ホーム2面2線の地上駅で、橋上駅舎を持つ。

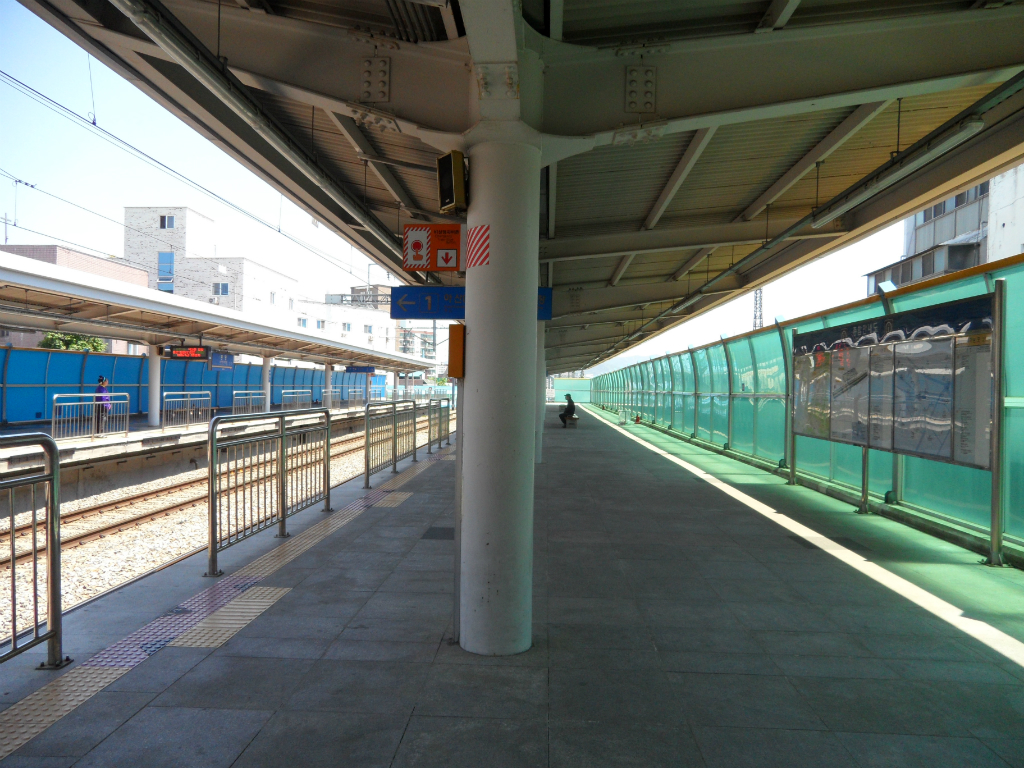
ホーム

## 駅周辺
- 順天郷大学校天安病院

## 歴史
- 2008年12月15日 - 開業。

## 隣の駅
韓国鉄道公社
●長項電鉄線
緩行
天安駅 (P169) - 鳳鳴駅 (P170) - 双龍(ナザレン大)駅 (P171)